# Hatebreeder
Hatebreeder je drugi studijski albuma finskog sastava Children of Bodom, objavljen 26. travnja 1999. godine.

## Popis pjesama
1. "Warheart" - 4:08
2. "Silent Night, Bodom Night" - 3:12
3. "Hatebreeder" - 4:19
4. "Bed of Razors" - 3:57
5. "Towards Dead End" - 4:54
6. "Black Widow" - 3:58
7. "Wrath Within" - 3:52
8. "Children of Bodom" - 7:08
9. "Downfall" - 4:33

## Članovi sastava
- Alexi Laiho - vokal i gitara
- Alexander Kuoppala  - gitara
- Henkka T. Blacksmith - bas-gitara
- Janne Warman - klavijature
- Jaska Raatikainen - bubnjevi